# Abhay Deol
Abhay Singh Deol (ur. 15 marca 1976 w Mumbaju) – indyjski aktor filmowy.
Abhay myślał o czterech profesjach: aktorstwie, malarstwie, filozofii oraz dziennikarstwie, ostatecznie wybrał aktorstwo. Zadebiutował w roku 2005 w filmie Socha Na Tha. Drugim filmem, w którym zagrał był Ahista Ahista. W 2010 jego firma - Forbidden Film - wprodukuje pierwszy film, pt. Basraa.
Jest bratankiem Dharmendry i kuzynem Eshy, Sunny'ego i Bobby'ego Deol.

## Filmografia
| Rok  | Nazwa filmu                 | Rola         | Uwagi                                                                     |
| ---- | --------------------------- | ------------ | ------------------------------------------------------------------------- |
| 2009 | Road Movie                  | Vishnu       | premiera 18 września 2009 na Międzynarodowym Festiwalu Filmowym w Toronto |
| 2009 | Ayesha                      | Mr. Knightly | adaptacja powieści Jane Austen Emma; w trakcie kręcenia                   |
| 2009 | Dev.D                       | Dev          | współczesna adaptacja powieści Devdas                                     |
| 2008 | Oye Lucky! Lucky Oye!       | Lucky Singh  | film inspirowany prawdziwą historią                                       |
| 2007 | Meridian Lines              | Vijay        |                                                                           |
| 2007 | Manorama Six Feet Under     | Satyaveer    | remake Chinatown                                                          |
| 2007 | Ek Chalis Ki Last Local     | Nilesh       |                                                                           |
| 2007 | Honeymoon Travels Pvt. Ltd. | Aspi         |                                                                           |
| 2006 | Ahista Ahista               | Ankush       |                                                                           |
| 2005 | Socha Na Tha                | Viren        |                                                                           |